# XVI Congresso nazionale del Partito Comunista Cinese
Il XVI Congresso del Partito Comunista Cinese si svolse a Pechino dall'8 al 14 novembre 2002. Hu Jintao fu eletto nuovo Segretario generale al posto di Jiang Zemin e nella costituzione del Partito venne aggiunta la Teoria delle tre rappresentanze tra le ideologie ufficiali.

## Comitato centrale
Di seguito, l'elenco dei membri del XVI Comitato centrale.

### Segretario generale
- Hu Jintao

### Membri del Segretariato
- Zeng Qinghong
- Liu Yunshan
- Zhou Yongkang
- He Guoqiang
- Wang Gang
- Xu Caihou
- He Yong

### Membri titolari
- Abdul Abdulrixit
- Aisihaiti Kelimubai
- Ashat Kerimbay
- Bai Enpei
- Bai Keming
- Bai Lichen
- Bai Zhijian
- Bo Xilai
- Cao Bochun
- Cao Gangchuan
- Chai Songyue
- Chang Wangquan
- Chen Bingde
- Chen Chuankuo
- Chen Fujin
- Chen Kuiyuan
- Chen Liangyu[Nota 1]
- Chen Yunlin
- Chen Zhili
- Chi Wanchun
- Chu Bo
- Dai Bingguo
- Dai Xianglong
- Deng Changyou
- Doje Cering
- Du Qinglin
- Fu Tinggui
- Ge Zhenfeng
- Guo Boxiong
- Guo Jinlong
- Han Zheng
- He Guoqiang
- He Guoqiang
- He Yong
- Hong Hu
- Hu Jintao
- Hua Jianmin
- Huang Huahua
- Huang Ju[Nota 2]
- Huang Qingyi
- Huang Zhendong
- Huang Zhiquan
- Hui Liangyu
- Ismail Amat
- Ji Yunshi
- Jia Chunwang
- Jia Qinglin
- Jia Zhibang
- Jiang Futang
- Jin Renqing
- Jing Zhiyuan
- Legqog
- Lei Mingqiu
- Li Changchun
- Li Changjiang
- Li Dek Su
- Li Dongheng
- Li Dongsheng
- Li Guixian
- Li Jianguo
- Li Jinai
- Li Jinhua
- Li Keqiang
- Li Qianyuan
- Li Rongrong
- Li Shenglin
- Li Tielin
- Li Yizhong
- Li Zhaoxing
- Li Zhaozhuo
- Li Zhilun
- Liang Guanglie
- Liao Hui
- Liao Xilong
- Liu Dongdong
- Liu Huaqiu
- Liu Jing
- Liu Qi
- Liu Shutian
- Liu Yandong
- Liu Yongzhi
- Liu Yunshan
- Liu Zhenhua
- Liu Zhenwu
- Liu Zhijun
- Lu Fuyuan
- Lu Hao
- Lu Yongxiang
- Lu Zhangong
- Luo Gan
- Luo Qingquan
- Ma Kai
- Ma Qingsheng
- Ma Qizhi
- Ma Xiaotian
- Meng Jianzhu
- Meng Jinxi
- Meng Xuenong
- Mou Xinsheng
- Niu Maosheng
- Pu Haiqing
- Qian Guoliang
- Qian Shugen
- Qian Yunlu
- Qiangba Puncog
- Qiao Qingchen
- Raidi
- Shen Binyi
- Shi Xiushi
- Shi Yunsheng
- Shi Zongyuan
- Song Defu
- Song Fatang
- Song Zhaosu
- Su Rong
- Sui Mingtai
- Sun Jiazheng
- Sun Zhiqiang
- Tang Jiaxuan
- Tang Tianbia
- Teng Wensheng
- Tian Chengping
- Tian Congming
- Tian Fengshan
- Uyunqimg
- Wang Chen
- Wang Gang
- Wang Guangtao
- Wang Hongju
- Wang Huning
- Wang Jianmin
- Wang Jinshan
- Wang Lequan
- Wang Qishan
- Wang Shengjun
- Wang Shucheng
- Wang Taihua
- Wang Xiaofeng
- Wang Xudong
- Wang Yunkun
- Wang Yunlong
- Wang Zhaoguo
- Wang Zhengwei
- Wang Zhongfu
- Wei Liqun
- Wen Jiabao
- Wen Shizhen
- Wen Zongren
- Wu Bangguo
- Wu Guanzheng
- Wu Shuangzhan
- Wu Yi
- Xi Jinping
- Xiang Huaicheng
- Xiao Yang
- Xie Zhenhua
- Xu CaihouXu Guangchun
- Xu Guanhua
- Xu Kuangdi
- Xu Qiliang
- Xu Rongkai
- Xu Yongyue
- Xu Youfang
- Yan Haiwang
- Yang Deqing
- Yang Huaiqing
- Yang Yuanyuan
- Yang Zhengwu
- Yu Yunyao
- Yu Zhengsheng
- Yuan Weimin
- Zeng Peiyan
- Zeng Qinghong
- Zhang Chunxian
- Zhang Dejiang
- Zhang Delin
- Zhang Dingfa
- Zhang Fusen
- Zhang Gaoli
- Zhang Junjiu
- Zhang Lichang
- Zhang Qingli
- Zhang Qingwei
- Zhang Wantong
- Zhang Weiqing
- Zhang Wenkang
- Zhang Wentai
- Zhang Xuezhong
- Zhang Yunchuan
- Zhang Yutai
- Zhang Zhongwei
- Zhang Zuoji
- Zhao Keming
- Zhao Leji
- Zhao Qizheng
- Zheng Silin
- Zhou Qiang
- Zhou Shengtao
- Zhou Xiaochuan
- Zhou Yongkang
- Zhou Yuqi
- Zhu Qi

### Membri supplenti
- Zhu Zuliang
- Du Xuefang
- Yang Chuantang
- Qiu Yanhan
- Zheng Lizhong
- Wang Jun
- Zhu Zhixin
- Quan Zhezhu
- Yang Limin
- Zhang Huazhu
- Huang Yao
- Peng Zuyi
- Zhai Huqu
- Wang Xia
- Zhi Shuping
- Liu Zemin
- Liu Dewang
- Yang Jing
- Song Xiuyan
- Zhang Baoshun
- Hu Yongzhu Jiang
- Daming
- Gao Zhongxing
- Guo Gengmao
- Huang Xuanping
- Fu Guihua
- Guan Guozhong
- Shi Yuzhen
- Bai Chunli
- Qiangba Puncog
- Liu Qibao
- Sun Shuyi
- Du Yuxin
- Li Jingtian
- Yang Yongmao
- Wu Yuqian Zhang
- Xiaozhong
- Chen Ximing
- Lin Mingyue
- Lin Shusen
- Luo Zhengfu
- Yue Fuhong
- Hu Biao
- Yuan Chunqing
- Liang Baohua
- Wen Xisen
- Bai Jingfu
- Qiao Chuanxiu
- Liu Shiquan
- Li Ke
- Li Chuncheng
- Yang Yongliang
- Zhang Ping
- Zhang Xingxiang
- Chen Xunqiu
- Luo Baoming
- Zhou Shengxian
- Yuan Shoufang
- Nie Weiguo
- Li Zhanshu
- Xu Shousheng
- Ma Zhigeng
- Wang Mingfang
- Rinqengyai
- Long Xinmin
- Ismail Tiliwaldi
- Zhu Fazhong
- Liu Peng
- Sun Gan
- Li Changyin
- Wu Qidi
- Wu Xinxiong
- Song Airong
- Fan Changlong
- Yue Xicui
- Huang Xingguo
- Cao Jianming
- Xie Qihua
- Pei Huailiang
- Liu Yungeng
- Sun Zhongtong
- Du Shicheng
- Li Chengyu
- Shen Yueyue
- Zhang Wenyue
- Ou Guangyuan
- Ou Zegao
- Xia Baolong
- Xi Zhongchao
- Jiang Wenlan
- Xie Xuren
- Xue Yanzhong
- Wang Qian
- Ye Xiaowen
- Zhu Chengyou
- Li Jiheng
- Wu Aiying
- Wu Quanxu
- Min Weifang
- Jiang Yikang
- Wang Sanyun
- Liu Jie
- Wu Dingfu
- Zhang Li
- Zhu Yanfeng
- Xi Guohua
- Guo Shengkun
- Ding Yiping
- Liu Mingkang
- Chen Shaoji Zhou
- Tongzhan
- Wei Liucheng
- Li Yuanchao
- Shang Fulin
- Jiang Jianqing
- Pan Yunhe
- Ma Fucai
- Wang Zhengfu
- Zhu Wenquan
- Sun Chunlan
- Lin Zuoming
- Wang Jiarui
- Lu Zushan
- Liu Yupu
- Liu Yuejun
- Li Hongzhong
- Yang Jiechi
- Qin Guangrong
- Tao Jianxing
- Wang Mingquan
- Shi Dahua
- Shi Lianxi
- Huang Jiefu
- Shu Xiaoqin
- Su Xintian
- Zhang Xuan
- Du Deyin
- Yin Yicui
- Wang Yang
- Tie Ning
- Qiu Xueqiang
- Zhang Ruimin
- Li Zhijian
- Ji Bingxuan
- Zhang Dingfa
- Qiang Wei
- Xiong Guangkai
- Ling Jihua
- San Xiangjun
- Xu Zhigong
- Chen Yuan
- Deng Pufang
- Su Shulin
- Huang Liman
- Wang Luolin
- You Xigui